# Kombio-Arapesh jezici
Kombio-Arapesh jezici,  skupina od 10 (prije 9) jezika iz Papue ove Gvineje. Pripada porodici torricelli. Dijeli se na dvije podskupine, među kojima je arapeškoj pridodan i jezik Abu' arapesh  Arhivirana inačica izvorne stranice od 11. siječnja 2011. (Wayback Machine). Predstavnici su: 
a. Arapesh (4): Abu' arapesh, bukiyip, mufian, weri (ili bumbita arapesh),
b. Kombio (6): aruek, eitiep, kombio, torricelli, wom, yambes.

## Vanjske poveznice
- Ethnologue (14th)
- Ethnologue (15th)